# SATISFACTION (FT아일랜드의 노래)
"SATISFACTION"은 대한민국의 록 밴드 FT아일랜드의 노래이다. 워너 뮤직 재팬에서의 4번째 싱글이자 일본에서의 7번째 싱글이다.
일본의 TV 애니메이션 토리코의 엔딩 테마로 사용되었다.